# موهاچ
موهاچ (به مجاری: Mohács) یکی از شهرهای استان بارانیا در مجارستان است.
از دیدنی‌های اصلی شهر، کارناوال سالانهٔ بوشویاراش است که هزاران نفر از آن بازدید می‌کنند و در سال ۲۰۰۹ به فهرست میراث فرهنگی ناملموس یونسکو اضافه شد.
نبرد موهاچ در جنوب شهر در ۲۹ اوت ۱۵۲۶ درگرفت که طی آن ارتش مجارستان شکست سنگینی در برابر نیروی عظیم عثمانی متحمل شد.

## نگارخانه

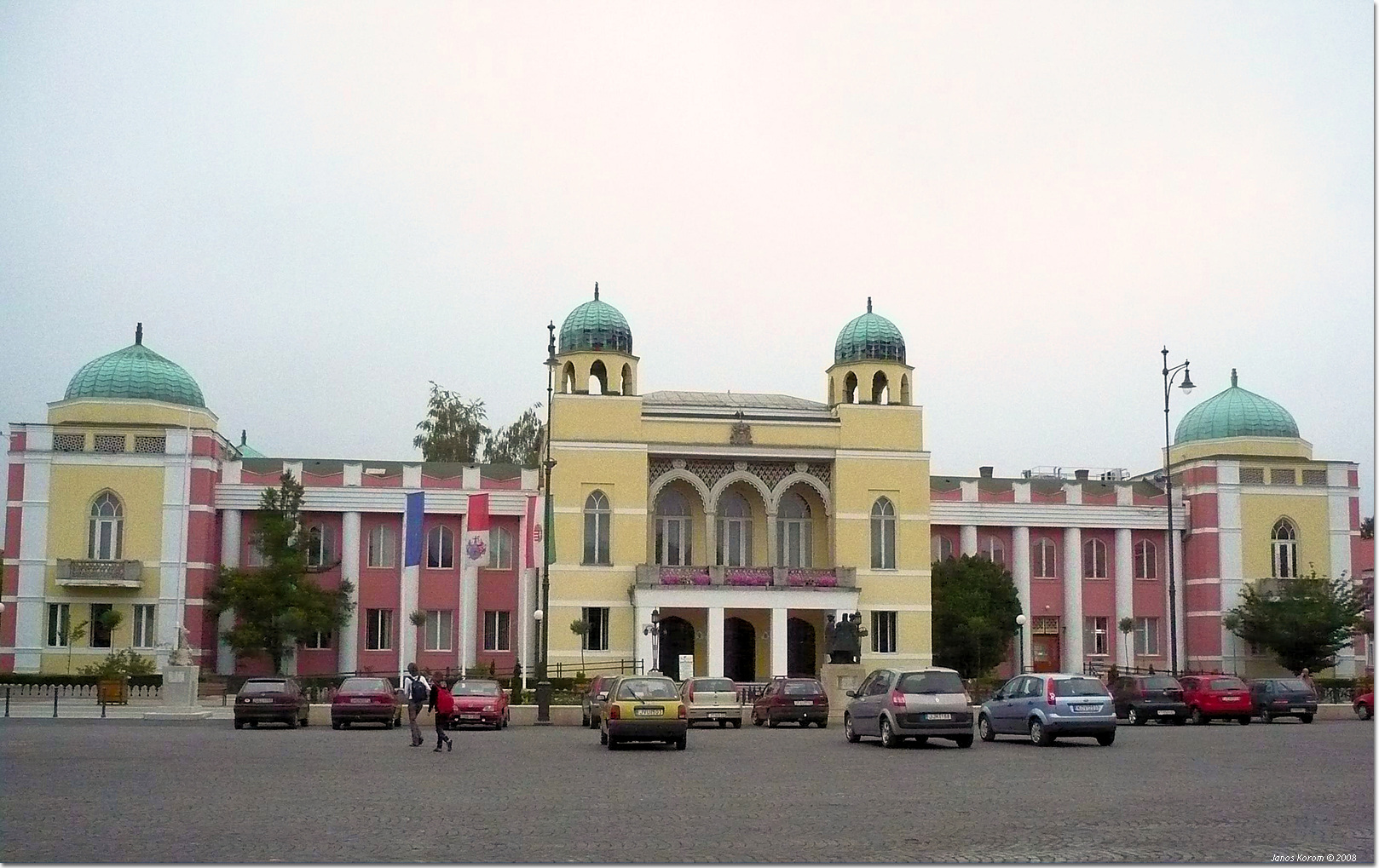
میدان مرکزی
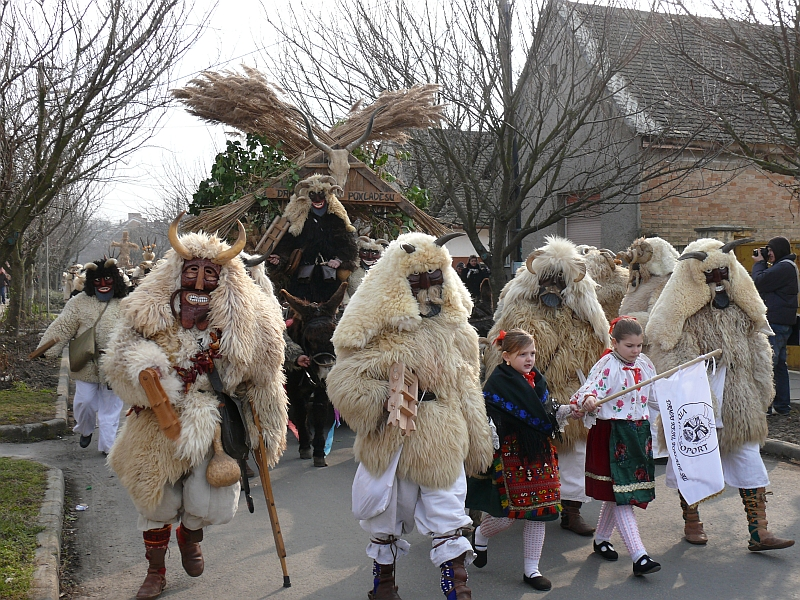
بوشویاراش
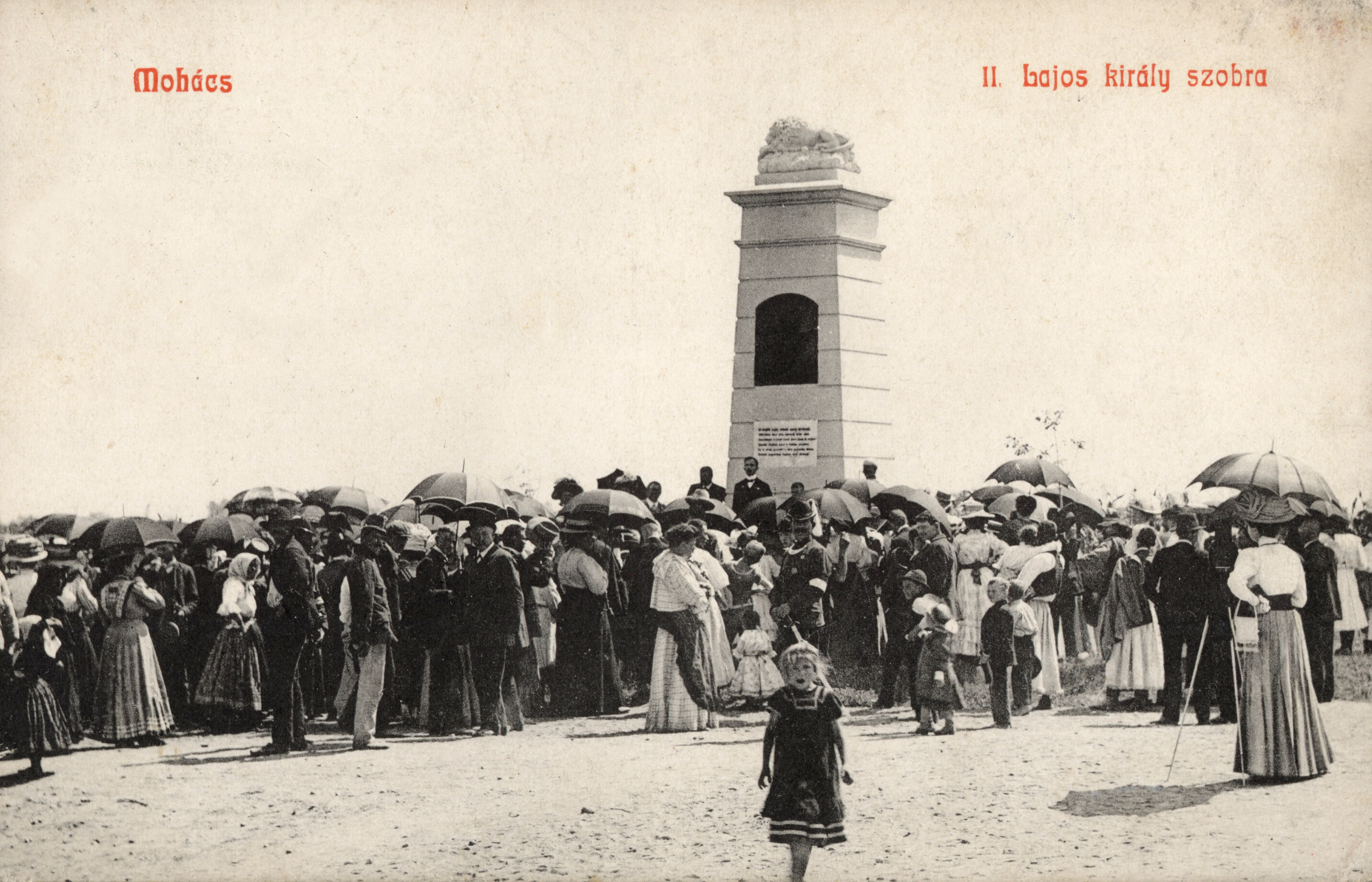
بزرگداشت لایوش دوم که  در نبرد موهاچ جان باخت، کارت‌پستال ۱۹۰۲.